# Lady Bird
Lady Bird je americké komediální drama z roku 2017. Režie a scénáře se ujala Greta Gerwig. Ve snímku hrají hlavní role Saoirse Ronan, Laurie Metcalf, Tracy Letts, Lucas Hedges, Timothée Chalamet, Beanie Feldstein, Stephen McKinley Henderson a Lois Smith. Děj filmu se odehrává v Sacramentu v Kalifornii a vypráví příběh o středoškolačce Christine a jejím vztahu s matkou.
Film byl promítán na Filmovém festivalu v Telluride dne 1. září 2017. Do kin byl oficiálně uveden 3. listopadu 2017. V České republice se konala premiéra dne 1. březen roku 2018.

## Obsazení
- Saoirse Ronan jako Christine „Lady Bird“ McPehrson
- Laurie Metcalf jako Marion McPherson
- Tracy Letts jako Larry McPherson
- Lucas Hedges jako Danny O'Neill
- Timothée Chalamet jako Kyle Scheible
- Beanie Feldstein jako Julianne Steffans
- Stephen McKinley Henderson jako otec Leviatch
- Lois Smith jako sestra Sarah Joan
- Laura Marano jako Diana Greenway
- Jordan Rodrigues jako Miguel McPherson
- John Karma jako Greg Anrue
- Odeya Rush jako Jenna Walton
- Jake McDorman jako pan Bruno
- Kathryn Newton jako Darlene
- Andy Buckley jako strýček Matthew
- Danielle Macdonald jako další mladá dáma
- Kristen Cloke jako paní Steffansová, Julie matka
- Marielle Scott jako Shelly Yuhan
- Monique Edwards jako zdravotní sestra
- Bayne Gibby jako Casey Kell

## Přijetí

### Tržby
V Severní Americe byl uveden limitovaně a za první víkend vydělal 91 109 dolarů. Poté byl film promítán v dalších 37 kinech a za druhý víkend vydělal 1,2 milionu dolarů. Za třetí víkend, kdy byl promítán již ve 238 kinech vydělal 2,5 milionů dolarů. Rozpočet filmu byl 10 milionu dolarů.

### Recenze
Film získal pozitivní recenze od kritiků. Na recenzní stránce Rotten Tomatoes získal ze 197 započtených recenzí 99 procent s průměrným ratingem 8,8 bodů z deseti. Na serveru Metacritic snímek získal ze 45 recenzí 97 bodů ze sta. Na Česko-Slovenské filmové databázi snímek získal 84%.